# Solidago
El género Solidago, comúnmente llamado vara de oro, es un género de plantas herbáceas de flores amarillas de la familia Asteraceae. Comprende 647 especies descritas pero solo alrededor de 113 son aceptadas.

## Descripción
Este género incluye alrededor de 100  especies de plantas perennes, la mayor parte en praderas y pastizales, en la cuneta de carreteras y terrenos baldíos, en América del Norte. Hay unas cuantas especies procedentes de México, Sudamérica y Eurasia. Algunas especies americanas han sido introducidas en Europa en el siglo XVIII donde han llegado a convertirse en plagas. 
Muchas especies son difíciles de distinguir.  La vara de oro es con frecuencia injustamente considerada como la causante de la fiebre del heno en humanos, probablemente debido a las brillantes y doradas inflorescencias que brotan a finales del verano. El polen que causa estas alergias es producido principalmente por las especies de  Ambrosia), que florecen al mismo tiempo pero que son polinizadas por el viento. En cambio el polen de Solidago es demasiado pesado y pegajoso para ser llevado por el viento, por lo que estas plantas son polinizadas por insectos. 
Las plantas de este género se reconocen fácilmente por sus inflorescencias doradas, con centenares de pequeños capítulos, algunas de ellas con aspecto de espiga y otras con racimos auxiliares. 
Tienen tallos esbeltos, normalmente sin pubosidad, aunque S. canadensis posee vellosidad en la parte superior del tallo. Suelen llegar a alcanzar entre 60 a 150 cm de altura o más. 
Poseen hojas alternas lineales a lanceoladas y márgenes entre ligera a agudamente aserrados.
Las semillas son propagadas por el viento. La planta también se propaga por rizomas subterráneos formando grupos que son, en realidad, clones vegetativos a partir de una sola planta.

## Taxonomía
El género fue descrito por Carlos Linneo y publicado en Species Plantarum 2: 878. 1753. La especie tipo es Solidago virgaurea L
Etimología
Solidago: nombre genérico que deriva del término latino solido, que significa "sirve para todo o curar" que es una referencia a las supuestas cualidades medicinales de estas plantas.

## Especiesseleccionadas
- Solidago albopilosa E.L.Braun
- Solidago altiplanities C.E.S.Taylor & J.Taylor
- Solidago arguta Aiton : vara de oro atlántica
- Solidago auriculata Shuttlew. ex Blake : vara de oro orejuda
- Solidago bicolor L. : vara de oro blanca
- Solidago brachyphylla Chapm.
- Solidago buckleyi Torr. & Gray (VU)
- Solidago caesia L.
- Solidago calcicola Fern. : vara de oro calcárea
- Solidago californica Nutt. : vara de oro de California
- Solidago canadensis L. : vara de oro de Canadá
- Solidago chilensis Meyen
- Solidago cutleri Fern. : vara de oro alpina
- Solidago deamii Fern.
- Solidago discoidea Elliot
- Solidago fistulosa P.Mill.
- Solidago flaccidifolia Small
- Solidago flexicaulis L. : vara de oro flexible
- Solidago gattingeri Chapm.
- Solidago gigantea Aiton : vara de oro gigante
- Solidago glomerata Michx.
- Solidago gracillima Torr. & Gray : vara de oro de Virginia
- Solidago guiradonis Gray
- Solidago hispida Muhl. ex Willd. : vara de oro peluda 
  - Solidago hispida var. arnoglossa Fern.
  - Solidago hispida var. hispida
  - Solidago hispida var. lanata (Hook.) Fern.
  - Solidago hispida var. tonsa Fern.
- Solidago juliae G.L.Nesom : vara de oro juliana
- Solidago juncea Aiton : vara de oro temprana
- Solidago latissimifolia P.Mill.
- Solidago leavenworthii Torr. & Gray
- Solidago ludoviciana (Gray) Small : vara de oro de Luisiana
- Solidago macrophylla Pursh : vara de oro de hojas grandes
- Solidago missouriensis Nutt. : vara de oro de Misuri
  - Solidago missouriensis var. fasciculata Holz.
  - Solidago missouriensis var. missouriensis
  - Solidago missouriensis var. tenuissima (Wooton & Standl.) C.E.S.Taylor & J.Taylor
  - Solidago missouriensis Nutt. var. tolmieana (Gray) Cronq.
- Solidago mollis Bartl. : vara de oro gamuzada 
  - Solidago mollis var. angustata Shinners
  - Solidago mollis var. mollis
- Solidago multiradiata Aiton 
  - Solidago multiradiata var. arctica (DC.) Fern. : vara de oro ártica
  - Solidago multiradiata var. multiradiata
  - Solidago multiradiata var. scopulorum Gray
- Solidago nana Nutt. : vara de oro bebé
- Solidago nemoralis Aiton : vara de oro gris
  - Solidago nemoralis var. longipetiolata (Mackenzie & Bush) Palmer & Steyerm.
  - Solidago nemoralis var. nemoralis
- Solidago odora Aiton : vara de oro de anís
  - Solidago odora var. chapmanii (Gray) Cronq. : vara de oro de Chapman
  - Solidago odora var. odora : vara de oro dulce
- Solidago ouachitensis C.E.S.Taylor & J.Taylor : vara de oro Ouachita
- Solidago patula Muhl. ex Willd. : vara de oro de hoja redonda 
  - Solidago patula var. patula
  - Solidago patula var. strictula Torr. & Gray
- Solidago petiolaris Aiton : vara de oro enana
  - Solidago petiolaris var. angusta (Torr. & Gray) Gray
  - Solidago petiolaris var. petiolaris
- Solidago pinetorum Small
- Solidago plumosa Small : vara de oro plumosa
- Solidago porteri Small
- Solidago puberula Nutt. (VU)
  - Solidago puberula var. puberula
  - Solidago puberula var. pulverulenta (Nutt.)
- Solidago pulchra Small
- Solidago radula Nutt. 
  - Solidago radula var. laeta (Greene) Fern.
  - Solidago radula var. radula
  - Solidago radula var. stenolepis Fern.
- Solidago roanensis Porter  EN

- Solidago rugosa P.Mill. : vara de oro rugosa
- Solidago rugosa subsp. aspera (Aiton) Cronq.
- Solidago rugosa subsp. rugosa
  -     - Solidago rugosa subsp. rugosa var. rugosa
    - Solidago rugosa subsp. rugosa var. sphagnophila Graves
    - Solidago rugosa subsp. rugosa var. villosa (Pursh) Fern.
- Solidago rupestris Raf.
- Solidago sciaphila Steele : vara de oro sombreada
- Solidago sempervirens L. : vara de oro del mar
  - Solidago sempervirens var. mexicana (L.) Fern.
  - Solidago sempervirens var. sempervirens
- Solidago shortii Torr. & Gray : vara de oro corta EN

- Solidago simplex Kunth
- Solidago simulans Fern.
- Solidago speciosa Nutt.
- Solidago spectabilis (D.C.Eaton) Gray
- Solidago sphacelata Raf. : vara de oro otoñal
- Solidago spithamaea M.A.Curtis
- Solidago squarrosa Nutt. : vara de oro grande
- Solidago stricta Aiton
- Solidago tortifolia Elliot
- Solidago tenuifolia : vara de oro delgada
- Solidago uliginosa Nutt.
- Solidago ulmifolia Muhl. ex Willd.
- Solidago velutina DC. : vara de oro trinervada
- Solidago verna M.A.Curtis
- Solidago virgaurea
- Solidago wrightii Gray

## Híbridosnaturales
- Solidago × asperula Desf. (S. rugosa × S. sempervirens)
- Solidago × beaudryi Boivin (S. rugosa ×  S. uliginosa)
- Solidago × erskinei Boivin  (S. canadensis × S. sempervirens)
- Solidago × ovata Friesner (S. sphacelata × S. ulmifolia)
- Solidago × ulmicaesia Friesner  (S. caesia × S. ulmifolia)

## Nota
1. ↑  Solidago en PlantList
2. ↑  Solidago en Global Compositae
3. 1 2  «Solidago». Flora of North America.
4. ↑  «Solidago». Tropicos.org. Missouri Botanical Garden. Consultado el 23 de junio de 2012.
5. ↑  Solidago en Nombres Botánicos